# Éducation sexuelle complète
L'éducation sexuelle complète est une approche de l'éducation sexuelle dans les différents aspects de la sexualité (émotionnels, cognitifs, physiques et sociaux) et dispensée dans l'enseignement à l'attention des jeunes. Elle vise à leur faire acquérir les connaissances et compétences nécessaires pour faire des choix conscients, sains et respectueux concernant les relations interpersonnelles et la sexualité.
Une éducation sexuelle complète prend en compte les dimensions de l'inclusivité dans une approche non stigmatisante, afin de contrer les violences sexuelles et de genre, et de promouvoir l’égalité des genres. Elle sensibilise les jeunes aux risques spécifiques de la sexualité, apportant une sensibilisation aux infections sexuellement transmissibles, comme par exemple le VIH.
Les bases de cette approche éducative, défendue par l'UNESCO comprennent : l'inclusion de l’éducation sexuelle dans les droits humains – dont les droits de l'enfant et l’autonomisation des enfants et des jeunes – l'inclusion de la sexualité en tant que composante naturelle du développement humain.
L'approche de l'éducation sexuelle complète consiste à prôner une éducation sexuelle débutant dès la petite enfance et se poursuivant à travers l’adolescence et l’âge adulte, en s’appuyant sur des connaissances et des compétences adaptées aux différents âges, selon un processus soigneusement planifié sur la durée, comme n’importe quelle autre matière du programme scolaire.
Cette approche et surtout sa mise en œuvre, rencontre une forte opposition de mouvements religieux conservateurs.

## Émergence
La dynamique mondiale autour de l’éducation sexuelle complète a entraîné un engagement politique accru dans le monde entier. En 2008, les ministres de l’éducation et de la santé de l’Amérique latine et des Caraïbes ont signé la Déclaration sur la prévention par l’éducation dans laquelle ils s’engageaient à fournir des services d’éducation sexuelle et de santé. De la même façon, en 2013, 20 pays d’Afrique orientale et australe ont approuvé un Engagement ministériel sur les services d’éducation sexuelle complète et de santé sexuelle et reproductive en faveur des adolescents et des jeunes, fixant des cibles spécifiques pour assurer l’accès à une éducation relative au VIH et à la sexualité de qualité et complète, fondée sur les compétences de la vie courante, et à des services de santé adaptés aux jeunes, pour tous les jeunes. L’ONUSIDA et l’Union africaine ont cité l’éducation sexuelle complète adaptée à l’âge comme l’une des cinq recommandations clés destinées à accélérer la réponse au VIH et à mettre fin à l’épidémie de SIDA chez les jeunes femmes et les filles en Afrique. De nombreux pays de la région Asie-Pacifique, d’Afrique de l’Ouest et d’Europe révisent aussi leurs politiques et leurs approches afin d’intensifier l’éducation sexuelle.
Les jeunes revendiquent de plus en plus leur droit à une éducation sexuelle, comme le prouvent l’Appel à l’action du Mali de 2011, les déclarations de la Conférence internationale de 2011 sur le SIDA et les IST en Afrique, la Déclaration du Forum mondial de la jeunesse organisé à Bali en 2012 ; la Déclaration de Colombo sur la jeunesse de 2014 ; les contributions des délégués des jeunes à l’agenda du développement post-2015 par le biais du mouvement « Avez-vous vu mes droits ? » et à travers les activités de plaidoyer du PACT, regroupement d’organisations de jeunesse.
La dynamique politique a conduit de nombreux gouvernements à intensifier la mise en œuvre de l’éducation sexuelle complète et à rechercher une orientation relative aux meilleures pratiques. Les ministères de l’éducation collaborent avec les ministères de la santé et les départements responsables de la protection des enfants et du bien-être des jeunes. Les partenariats avec la société civile et les établissements privés ont été essentiels dans les facteurs clés d’intensification, tels que la formation des enseignants et le développement de ressources d’enseignement et d’apprentissage.
Toutefois, il reste un écart entre les politiques mondiales et régionales en place et la mise en œuvre effective ainsi que le suivi sur le terrain.

## Bienfaits
Il est clairement établi que l'éducation sexuelle complète a un impact positif sur la santé sexuelle et reproductive, notamment en contribuant à réduire les infections sexuellement transmissibles (IST), le VIH et les grossesses non désirées.
L’éducation sexuelle complète a prouvé son impact en termes d’amélioration des connaissances et de l’estime de soi, de changement des attitudes, des normes de genre et des normes sociales, et de renforcement de l’efficacité personnelle. Cela est particulièrement important durant l’adolescence, lors de la transition des jeunes vers l’âge adulte. L’intégration de contenus relatifs au genre et aux droits, et la mise en œuvre de l’éducation sexuelle complète conjointement aux efforts visant à développer l’accès à des services et à des produits de santé sexuelle et reproductive de qualité et adaptés aux jeunes, améliorent encore l’efficacité de l’éducation sexuelle.
Il est prouvé que l'éducation sexuelle n'entraîne pas une plus grande précocité de l'activité sexuelle, mais qu'elle a un impact positif sur les comportements sexuels sains et peut même retarder les premiers rapports sexuels et accroître l'utilisation des préservatifs.
Dans le monde entier, l’éducation sexuelle peut être dispensée comme une discipline autonome – les avantages étant que cela offre des possibilités de formation spécialisée des enseignants et en facilite le suivi. Elle peut aussi être intégrée dans des matières appropriées du programme scolaire, ce qui réduit la probabilité qu’elle soit amputée pour alléger des horaires surchargés. L’éducation peut être obligatoire ou elle peut être dispensée dans le cadre de cours facultatifs. Toutefois, lorsque l’éducation sexuelle est facultative, hors programme ou seulement partiellement obligatoire, un grand nombre d’élèves n’en bénéficient pas.

## Dans les programmes d'enseignement
Une majorité de pays adoptent aujourd'hui le concept d'éducation sexuelle complète, éclairés par les informations disponibles et les orientations internationales, et ils sont résolus à renforcer sa mise en œuvre au niveau national.
Cela inclut en particulier l’attention portée actuellement à la révision des programmes scolaires, à l’intégration de l’éducation sexuelle complète dans les programmes scolaires au niveau national, à l’investissement dans les systèmes de suivi, à l’engagement des communautés, et au développement de formations efficaces des enseignants. De concert avec les gouvernements nationaux et la société civile, les partenaires de développement – dont le programme commun ONUSIDA – soutiennent les pays dans leurs efforts pour élaborer des programmes scolaires adaptés à l’âge et fondés sur des données concrètes, qui reflètent le contexte national. Ils auront ainsi un impact direct et bénéfique sur la réponse au VIH et, plus généralement, sur la santé des adolescents et des jeunes.
De récentes évaluations montrent que le genre et les droits devraient être systématiquement renforcés dans les programmes scolaires, et répondre aux besoins des jeunes vivant avec le VIH et d'autres populations clés.

## Réception et critiques
Il existe un mouvement croissant d'opposition à l'intégration de l'éducation sexuelle dans les programmes scolaires, basé sur des motifs moraux ou religieux. Ce mouvement de contestation, initié aux États-Unis, a essaimé dans les pays du Sud, principalement d’Afrique et d’Amérique latine, et le principe en a été contesté devant les Nations Unies. D'autres contestations se déclinent aux niveaux locaux, lorsque la décision de mettre en œuvre de tels programmes d'éducation a été acceptée par les États. Selon l'Ipas, les opposants initiaux sont des groupes religieux conservateurs, tels que l'Organisation de la coopération islamique et Family Watch.

## Sources
- Cet article est partiellement ou en totalité issu de la page « Education sexuelle complète: nouveaux éléments d'information, enseignements et pratiques: une étude mondiale » de UNESCO, le texte ayant été placé par l’auteur ou le responsable de publication sous la CC BY-SA 3.0 IGO